# Melania Carolina Hotu Hey
Melania Carolina Hotu Hey, bivša pokrajinska guvernerka Uskršnjeg otoka na kojoj je funkciji bila od 11. ožujka 2006. do 18. ožujka 2010. Imenovana je na to mjesto od novoizabrane čileanske predsjednice Michelle Bachelet Jeria kako bi povećala žensku zastupljenost na državnim pozicijama.
Prije svoga stupanja na dužnost lokalnog guvernera (suerekao) vodila je program mladih na Rapa Nui. Godine 2010 na njezino mjesto došla je Carmen Cardinali Paoa nakon što ju je kratkotrajno naslijedio Pedro Edmunds Paoa.